# Kobresia mallae
Kobresia mallae är en halvgräsart som beskrevs av Rajbh. och Hideaki Ohba. Kobresia mallae ingår i släktet sävstarrar, och familjen halvgräs.
Artens utbredningsområde är Nepal. Inga underarter finns listade i Catalogue of Life.